# Volujac (miasto Šabac)
Volujac (cyr. Волујац) – wieś w Serbii, w okręgu maczwańskim, w mieście Šabac. W 2011 roku liczyła 304 mieszkańców.